# Mojžíš (Skoryk)
Mojžíš (v ukrajinském originále Мойсей) je opera o dvou dějstvích s prologem a epilogem ukrajinského skladatele Myroslava Mychajlovyče Skoryka. Libreto podle poémy ukrajinského básníka Ivana Franka napsali Bohdan Steľmach a skladatel. Opera měla premiéru ve Lvově v roce 2001.

## Osoby a první obsazení
| osoba | hlasový obor | premiéra (23.6.2001) |
| --- | ------------ | -------------------- |
| Mojžíš (Мойсей) | bas          | Oleksandr Hromyš     |
| Dátan (Датан) | baryton      | Andrij Benjuk        |
| Azazel | tenor        | Oleksij Danylčuk     |
| Lea (Лія) | soprán       | Vira Koltun          |
| vypravěč (básník) | bas          | Ihor Kušpler         |
| Jozue (Єгошуа) | tenor        | Vitalij Liskoveckyj  |
| Jochebed (Йохаведда), Mojžíšova matka                                                                                        | mezzosoprán  | Natalia Svoboda      |
| Abíram (Авірон) | baryton      | Stepan Stepan        |
| Simeon (Симеон) | …            | …                    |
| Hlas Jehovy | sbor         |                      |
| Dirigent: Mychajlo Dučak, režisér: Zbigniew Chrzanowski, scéna a kostýmy: Tadej a Mychajlo Ryndzak, kostýmy: Oksana Zinčenko |              |                      |

## Děj opery

### Prolog
Básník hovoří o utlačené zemi a lidu, bojí se, že pro něho marně mnozí prolévají slzy i krev. Ale nakonec překonává skepsi a vyslovuje víru, že ne bojem ale silou ducha jeho národ dosáhne vzkříšení a svobody.

### 1. dějství
(1. obraz) Na Sinajské poušti. Rozednívá se a Jozue budí ze spánku svou milou Leu. Společně sledují hru dětí, které staví z písku domy, a diví se, odkud je znají – vždyť jediné, co ve svém životě viděly, je poušť. Jejich izraelský lid pod vedením Mojžíše totiž již po čtyřicet let bloudí na cestě do zaslíbené země. Děti začínají porovnávat své domy a soutěžit, kdo má lepší, a brzy je z toho rvačka. Dovádění dětí se jen s obtížemi snaží zastavit přicházející Abíram a Dátan se skupinou rozkolníků. Přichází i skupina Mojžíšových věrných, k nimž patří i Jozue a Lea. Na pohrdavé otázky rozkolníků, kde je tedy ona Mojžíšem slíbená nová vlast, odpovídají Mojžíšovi příznivci chválou nádherné zaslíbené země, která je jim souzena. Věří, že je Mojžíš do ní dříve či později dovede, ale rozkolníci již židovského vůdce poslouchat nechtějí. Nedbají varování před porušením Božího příkazu a před Jehovovým hněvem, a hrozí, že Mojžíše jakožto falešného proroka ukamenují. Napětí mezi oběma tábory téměř vyústí v násilný střet.
(2. obraz) Objevuje se Mojžíš. Připomíná všem, že vede svůj národ do Palestiny z vůle Jehovy. Poté vypráví svému lidu podobenství o stromech, které si volily krále. Hrdý libanonský cedr, pyšná palma i něžná bříza toto břemeno nechtěli nést, až trnka se uvolila, ačkoli se plazí při zemi, zatímco ostatní stromy rostou k nebi. Mojžíš podobenství hned vysvětluje: tak i Jehovův vyvolený národ má být mezi ostatními nejskromnější a nejnenápadnější. Abíram a Dátan však popírají takovou interpretaci Božího záměru a burcují lid proti Mojžíšovi, což u většiny padá na úrodnou půdu. Mojžíš to uznává, lituje svého národa a rozhoduje se odejít sám do pouště. Dav jej pronásleduje hrozbami ukamenování. Poté zahajuje obřad uctívání zlatého telete. Rozkolníci vedení Abíramem a Dátanem kolem modly tančí a provolávají slávu Baalovi.

### 2. dějství
(1. obraz) Na hoře Sinaj. Mojžíš se modlí k Jehovovi a prosí jej, aby zbavil jeho národ prokletí a ukončil jeho bloudění. Jehova neodpovídá, Mojžíšovi se však zjevuje démon pouště Azazel a pokouší ho. Co když to nebyl Boží hlas, kdo mu kázal vést svůj lid pouští, ale vnitřní hlas Mojžíše samotného? Mojžíš ale tuto představu odmítá a vytrvá v modlitbě. Stín ve tvaru kříže, který na něho padne, je symbolem vyslyšení jeho modlitby a předzvěstí Mesiáše. – Lidé nacházejí Mojžíše ponořeného do modlitby a nevnímajícího okolí. Jsou překvapeni a pohnuti a vracejí se k Božímu zákonu, jak jim ho Mojžíš tlumočil.
(2. obraz) Mojžíšovi se zjevuje duch jeho zemřelé matky Jochebed. Ta naříká nad utrpením židovského lidu i samotného svého syna a vyčítá Mojžíšovi slepou důvěru v Jehovu. Mojžíš ji však odhání jako démona. K Jochebed se přidává Azazel a ova hrůznými obrazy kreslí budoucnost židovského národa. Zmatený a vysílený Mojžíš volá na pomoc Boham a když se nedočká odpovědi, zoufá si, že jej Jehova obelhal. Okolo něj víří smějící se démoni a zvedá se písečná bouře.
(3. obraz) Uprostřed bouře se konečně ozývá hlas Jehovy. Slibuje Mojžíšovi, že jeho lid dojde zo zaslíbené země. On sám ji však nikdy neuvidí jako trest za zakolísání ve víře. Mojžíš umírá. Posáček Simeon a brzy veškerý lid vedený Jozuem a Leou marně hledají Mojžíše; docházejí k přesvědčení, že zemřel. Své špatné svědomí vybíjejí na Abíramovi a Dátanovi: jednoho ukamenují, druhého zlynčují. Poté se Židé vydávají na pochod, aby naplnili Mojžíšův odkaz a našli zaslíbenou zemi.

### Epilog
Básník věří, že jeho národ a jeho vlast mezi Beskydami, Kavkazem a Černým mořem dosáhne rovnoprávného místa v kruhu svobodných národů.